# Dociostaurus plotnikovi
Dociostaurus plotnikovi är en insektsart som först beskrevs av Boris Petrovich Uvarov 1921.  Dociostaurus plotnikovi ingår i släktet Dociostaurus och familjen gräshoppor. Inga underarter finns listade i Catalogue of Life.